# Predikament bondage
Predicament bondage nebo též zlomyslná bondage, jak se občas do češtiny překládá, je dalším příkladem BDSM praktik. Nejdůležitějším rysem téhle praktiky je fakt, že partnerovi vytvoříte několik ne příliš pohodlných poloh (zpravidla 2-3 jsou dostačující, ale záleží na Vaší kreativitě a náročnosti Vašeho partnera). Mezi těmito polohami si partner následně vybírá menší zlo, tedy tu, která mu je v rámci jeho možností méně nepříjemná, a přesunuje se mezi nimi.
Predikament se dá využít ve většině běžných BDSM praktik, ale většina praktikujících lidí ho vnímá jako občasné zpestření klasické bondage či jiných BDSM praktik.

## Partnerské role
Predicament bondage je nejčastěji spojena s rozdělením dominantní a submisivní role mezi partnery. Dominantní partner přebírá veškerou zodpovědnost za svého partnera, musí umět velmi dobře plánovat, předvídat jednotlivé kroky a mít celou situaci dobře pod kontrolou (není vhodné pro partnery, kteří nemají za sebou zkušenost s vázáním). Od submisivního partnera se naopak předpokládá naprostá oddanost a důvěra. Souhlas s touhle BDSM praktikou vždy musí zaznít na obou stranách a partner ji musí podstupovat z vlastní vůle.

## Bezpečnost a příprava
Pro obě strany může být praktikování predikamentu velmi náročné nejen po fyzické a psychické stránce (pro oba partnery), ale také na čas. Nefalšovaný predikament je takový, který partnera nutí střídat jednotlivé nepohodlné polohy, ne jen setrvávat na jednom místě a přecházet případnou bolest. K tomu je potřeba ze strany dominantního (vazače) dobrá obeznámenost se stavem vázaného (submisivního partnera). Důležité je znát zdravotní stav, konkrétně krevní tlak (zda není příliš vysoký, nebo nízký – riziko omdlení), dále zda netrpí nemocí spojenou s tvorbou krevních sraženin (při vázání je na povrchové žíly vynakládán velký tlak, což snižuje množství krve, které převedou, a to může mít za následek podbarvení kůže do fialova, popřípadě popraskání vlásečnic). Velmi užitečné je také znát, jak ohebný druhý partner je a které polohy vzbuzují nežádanou bolest. Problémové jsou snížené rádiusy ramenních kloubů (je těžké spojit ruce za zády).
Další důležitou oblastí je alespoň základní znalost o nervové soustavě člověka; jsou místa (kupříkladu na konci deltového svalu), kde jsou nervy blíže k pokožce a nejsou kryty svalem. Vázání v těchto místech je v první řadě bolestivé a v druhé hrozí poškození nervu. První indikací je oslabení stisku dlaně a snížení koordinace pohybu prstů (palcem se postupně dotýkat ostatních prstů), tento stav poté přechází v silné brnění a může dojít až ke znecitlivění. Regenerace nervů je o proti regeneraci svalů mnohem náročnější na čas a léčbu (v případě porušení hlavní nervové soustavy nedochází k regeneraci vůbec, může dojít k trvalému ochrnutí končetin).
Pokud se při vázání používají provazy, je nutné zajistit, aby se v případě nenadálých komplikací dalo rychle a efektivně vyprostit vázaného z provazů. K zamyšlení – průměrný dospělý jedinec váží kolem 70–80 kg, proto představa o tom, jak jednou rukou udržíte partnera, který je bezvládně zavěšený v provazech, a druhou budete pomalu odvazovat uzel po uzlu, je zcela mylná. Pro tento případ je nutné mít u sebe nejlépe speciální nůžky pro rychlé přestřižení provazů (u sebe znamená v kapse, nebo u opasku, na nočním stolku 2 metry daleko jsou k ničemu). Tyto nůžky je nutné předem vyzkoušet – jak stříhají daný provaz. A je důležité, aby měly zaoblenou špičku, která neporaní kůži. Důležité to je hlavně u stříhání provazů na zápěstí (místo provazů naříznout vázanému tepnu jistě není vazačovým záměrem).

## Jak začít
Před samotným vázáním je nutné si o vázání promluvit a zjistit, jaké jsou představy obou partnerů, dohodnutí hranic, které se nepřekročí. Důležité jsou také stopky (signály), je lepší volit více (aspoň 2). První slouží k informování vazače o přiblížení se k hranici kterou vázaný ještě vydrží, druhá poté slouží jako pokyn k ukončení všech činností a rozvázání v nejkratším možném čase.
Často opomíjeným faktorem při vázání je jídlo a pitný režim. Je dobré se před vázáním najíst a napít,[zdroj?] není vhodné používat jednoduché[zdroj?] cukry (hroznový cukr, apod.). Člověk má pocit přívalu energie, ale bohužel jen na krátkou dobu, proto je lepší volit plnohodnotné jídlo, které bude energii dodávat plynule po delší dobu.

## Co se dá použít
Představivosti se meze nekladou, ale pořád je potřeba zachovat zdravý rozum a trochu předvídat. Například kolíčky se zoubky vypadají, že budou dobře držet, ale pokud se připnou na kůži a zatáhne se za ně, mohou kůži poškodit. Pokud je v plánu na partnerovi provést také částečný či úplný závěs, určitě se na to nehodí lustr nebo garnýže na záclony, ale musíte mít – nejlépe už vyzkoušený z běžné bondage – pevný závěsný bod. Nejlepší je speciální kotva do stropu, která se nevytrhne. Pokud se váže venku u stromu, tak lze nejlépe použít velká a hlavně živá větev (suchá dlouho nevydrží).

## Příklady z praxe
Kozelec (původně metoda používaná v Asii ke zjednání pořádku a jako trest) je vázání na zemi, má mnoho variant. Jednodušší z nich je tato: partner si lehne na břicho a dá ruce za záda. Následuje svázání rukou provazem či pouty. Následuje pokrčení nohou a svázání kotníků, dalším provazem se vytvoří na vlasech uzel, který se spojí s úvazem na kotnících. Napětí se do provazu přenáší pomalým utahováním (přitahováním vlasů ke kotníkům), je potřeba pomoc rukou (nadzvednout trochu kotníky). Přichází chvíle prvního predikamentu, volba mezi bolestí z tahu za vlasy a nebo bolestí z únavy svalů, které drží hlavu zakloněnou. Při prvním vázání je lepší nechat raději větší rozsah (jde více hýbat hlavou) a po nějaké době dotahovat individuálně dle zkušenosti partnera.